# 田村節蔵
田村 節蔵（たむら せつぞう、1889年（明治22年）7月12日 - 1943年（昭和18年）7月25日）は、大日本帝国陸軍軍人。最終階級は陸軍中将。位階勲等功級は正四位勲二等功四級。

## 経歴
鳥取県出身。陸軍士官学校第25期、陸軍大学校第36期卒業。1923年（大正12年）8月、陸軍歩兵大尉に進級し、1924年（大正13年）9月時点で歩兵第59連隊附の任にあった。1925年（大正14年）9月時点で歩兵第59連隊中隊長となり、1926年（大正15年）8月には陸軍運輸部附勤務を兼ねた。1927年（昭和2年）7月に陸軍運輸部部員となり、1928年（昭和3年）8月には陸軍歩兵少佐進級と同時に陸軍運輸部附に移り、1929年（昭和4年）8月には歩兵第75連隊大隊長に就任した。1931年（昭和6年）8月に陸軍運輸部部員に戻り、1933年（昭和8年）8月に陸軍歩兵中佐に進級した。1934年（昭和9年）3月には第9師団参謀に転じ、1935年（昭和10年）3月に歩兵第7連隊附、1936年（昭和11年）6月に第16師団参謀と歴任した
1937年（昭和12年）8月2日、陸軍歩兵大佐進級と同時に第1独立守備隊参謀（関東軍）に着任した。1938年（昭和13年）7月に歩兵第85連隊長（中支那派遣軍・第22師団・第22歩兵団）に転じ日中戦争に出動。杭州を根拠地とし、江南作戦などで奮闘した。1940年（昭和15年）3月9日、陸軍少将進級と同時に中支那碇泊場監（船舶輸送司令部）に着任した。1942年（昭和17年）7月に第7歩兵団長（北部軍・第7師団）に転じ、北海道の守備に任じていたが、1943年（昭和18年）7月25日に死去。同日任陸軍中将。